# Slag bij Verona (489)
De Slag bij Verona vond plaats in september 489. Het was de tweede veldslag tussen het Ostrogotenleger onder leiding van Theodorik I en het Germaanse huurlingenleger van Odoaker. Evenals de vorige won Theodorik de slag.

## De veldslag
Nadat de Ostrogoten in augustus aan de rivier de Isonzo de overwinning behaald hadden op het leger van Odoaker, troffen ze elkaar opnieuw in september, bij Verona in Noord-Italië. Opnieuw wist Theodorik de troepen van zijn tegenstander te verslaan. Terwijl Odoaker een goed heenkomen zocht, maakte Theodorik zich meester van de Povlakte.
Voor Odoaker waren de twee verloren veldslagen een zware nederlaag, want het gehele noorden van Italië kwam nu in handen van de Ostrogoten. Odoaker keerde terug naar Rome en vandaar trok hij naar Ravenna.

## Nasleep
Hierna sleepte de strijd zich nog een aantal jaren voort. In 490 viel Odoaker op zijn beurt de Ostrogoten aan en slaagde erin het grootste deel van Noord-Italië te heroveren. Theodorik moest uitwijken naar Tessin en om hulp vragen. Die hulp kreeg hij uit Gallië van zijn stamverwanten de Visigoten. Met deze hulp kon Theodorik uiteindelijk Odoaker verslaan aan de Adda. Odoaker trok zich terug in Ravenna, waarna een driejarig beleg volgde. Door middel van een list viel Odoaker in handen van de Ostrogoten en werd hij vermoord.